# Blăgești (Bacău)
Blăgești is een Roemeense gemeente in het district Bacău.
Blăgești telt 7303 inwoners.